# Osiedla spółki Strzecha w Poznaniu
Osiedla spółki Strzecha w Poznaniu – zespół zabudowań mieszkalnych, zrealizowanych przez Spółkę Ziemską Strzecha na terenie obecnej jednostki pomocniczej Osiedle Grunwald Południe na Grunwaldzie w Poznaniu (rejon ulicy Palacza).

## Historia
Spółka Strzecha powstała jesienią 1919 z inicjatywy ks. Kazimierza Malińskiego (1872-1928), proboszcza parafii Matki Boskiej Bolesnej i miała za zadanie zapewnienie tanich mieszkań dla niżej sytuowanej ludności Górczyna i Łazarza. 

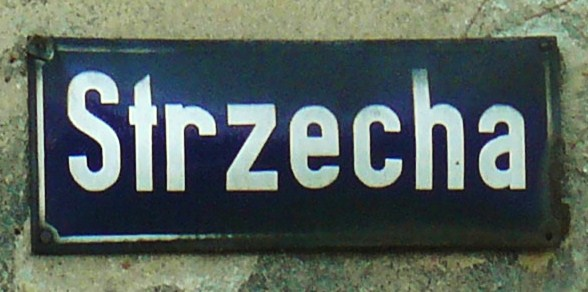
ul. Strzecha

Spółka wydzierżawiła 1 kwietnia 1920 grunty na Górczynie, znajdujące się na terenie dawnego folwarku Palaczy, z zamiarem ich podziału i dalszego wydzierżawienia robotnikom polskiej narodowości, celem pobudowania małych domków wykonanych z gliny ubijanej celem pobudzenia inicjatywy. Projektantem wielu z tych domów był budowniczy Jewasiński.
W październiku 1921 spółka dokonała przebudowy stodoły Palaczy na tzw. Dom Koszarowy, w którym zamieszkało 25 rodzin robotniczych. Przy ul. Palacza 76 istniała siedziba spółki oraz 12 domów w okolicy. Niektóre z nich (które zachowały się do dziś) charakteryzują się interesującymi formami, posiadają ganki wsparte na kolumnach i dachy z mansardami. Całość zaaranżowano z dużym udziałem zieleni i ogródków.
Jednym z udziałowców spółki Strzecha był działacz poznańskiej chrześcijańskiej demokracji i późniejszy zastępca prezydenta Poznania Cyryla Ratajskiego – Stanisław Grzegorzewicz. Budowę finansował poznański Bank Ludowy, w którego radzie nadzorczej zasiadał ksiądz Maliński.
Ulica Strzecha (równoległa do Palacza) do dziś upamiętnia tę interesującą inicjatywę społeczną.